# Экланд, Оливер
Оливер Экланд (англ. Oliver Ackland; род. 9 ноября 1979, Сидней) — австралийский актер. Известен благодаря роли Тристана Де Мартеля в сериале Первородные

## Фильмография
| Год       |   | Русское название            | Оригинальное название       | Роль             |
| --------- | - | --------------------------- | --------------------------- | ---------------- |
| 1988      | с | Домой и в путь (сериал)     | Home and Away               | Steven Ross      |
| 2001      | с | Сыщики в седле (сериал)     | Outriders                   | Vince Frasca     |
| 2001—2003 | с | Всегда зеленее (сериал)     | Always Greener              | Matt Payne       |
| 2002      | с | Молодые львы (сериал)       | Young Lions                 | Liam Quinlan     |
| 2003      | с | Пиратские острова (сериал)  | Pirate Islands              | Mars             |
| 2004      | ф |                             | Jessica                     | Jack Thomas      |
| 2005      | ф |                             | Cable                       | Pauli            |
| 2005      | ф | Предложение                 | The Proposition             | Patrick Hopkins  |
| 2008      | ф | Падение Эмеральда           | Emerald Falls               | Steve Landers    |
| 2010      | ф | Молодым без толку           | Wasted on the Young         | Darren           |
| 2011      | с | Улица облаков (мини-сериал) | Cloudstreet                 | Toby Raven       |
| 2011      | с | Удар (сериал)               | The Slap                    | Rhys             |
| 2012      | ф | 100 кровавых акров          | 100 Bloody Acres            | James            |
| 2012      | ф | Тайна двухколесного экипажа | The Mystery of a Hansom Cab | Brian Fitzgerald |
| 2013      | ф | Ослепляющий                 | Blinder                     | Tom              |
| 2014      | с | Супружеский долг (сериал)   | Satisfaction                | Julian           |
| 2014      | с | Фокусы (сериал)             | Party Tricks                | Tom Worland      |
| 2015      | с | Первородные (сериал)        | The Originals               | Tristan          |